# Hotel Busca Thedy
L'Hotel Busca Thedy è uno storico albergo di lusso situato nel capoluogo (località Tache) di Gressoney-La-Trinité in Valle d'Aosta.

## Storia
L’albergo, originariamente costruito nel 1880 sul sito di una vecchia mensa alpina, era inizialmente gestito dalla famiglia Thedy ed era noto come Pension Thedy.
Intorno al 1910, la gestione passò ai fratelli Busca di Settimo Vittone, i quali trasformarono profondamente l’albergo. Dopo l’acquisto nel 1916, ampliarono la struttura aggiungendo una dépendance e un’autorimessa nel 1921. Nei primi anni 1930, costruirono quindi un nuovo edificio adiacente con sessanta camere e moderni servizi, inclusi acqua corrente, appartamenti con bagno privato, un salone da ballo e tre campi da tennis.
Nel 2004, un incendio danneggiò l'albergo, che rimase chiuso da allora.

## Galleria d'immagini

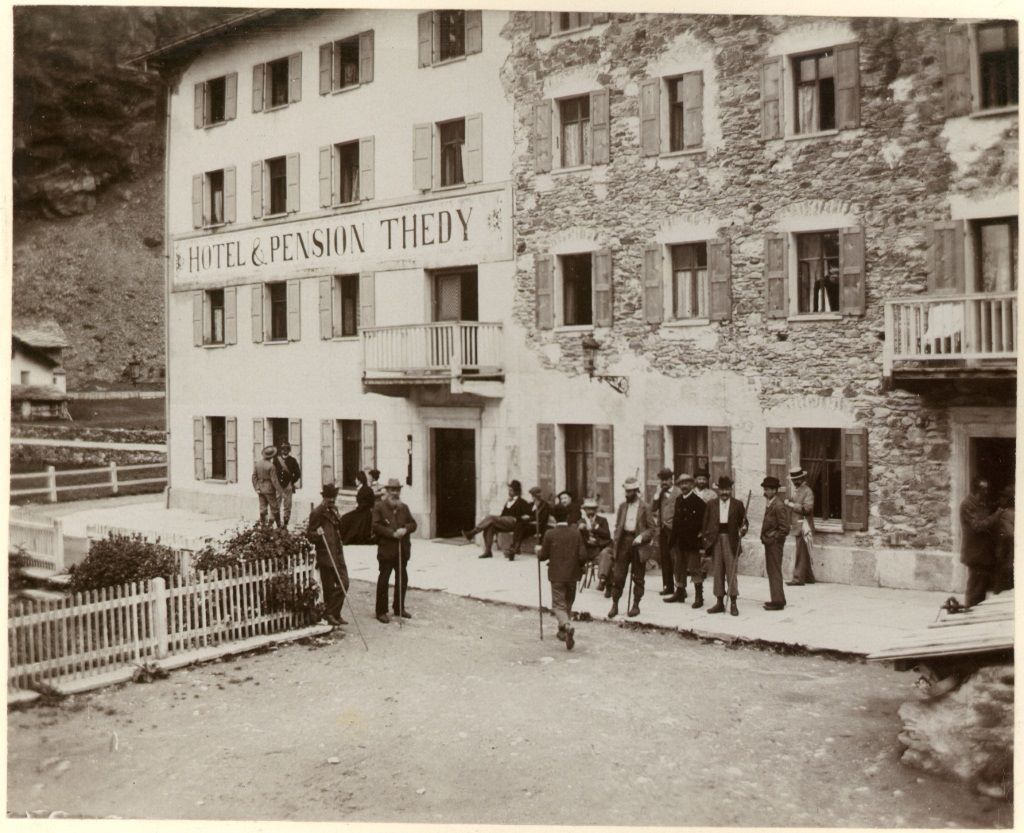
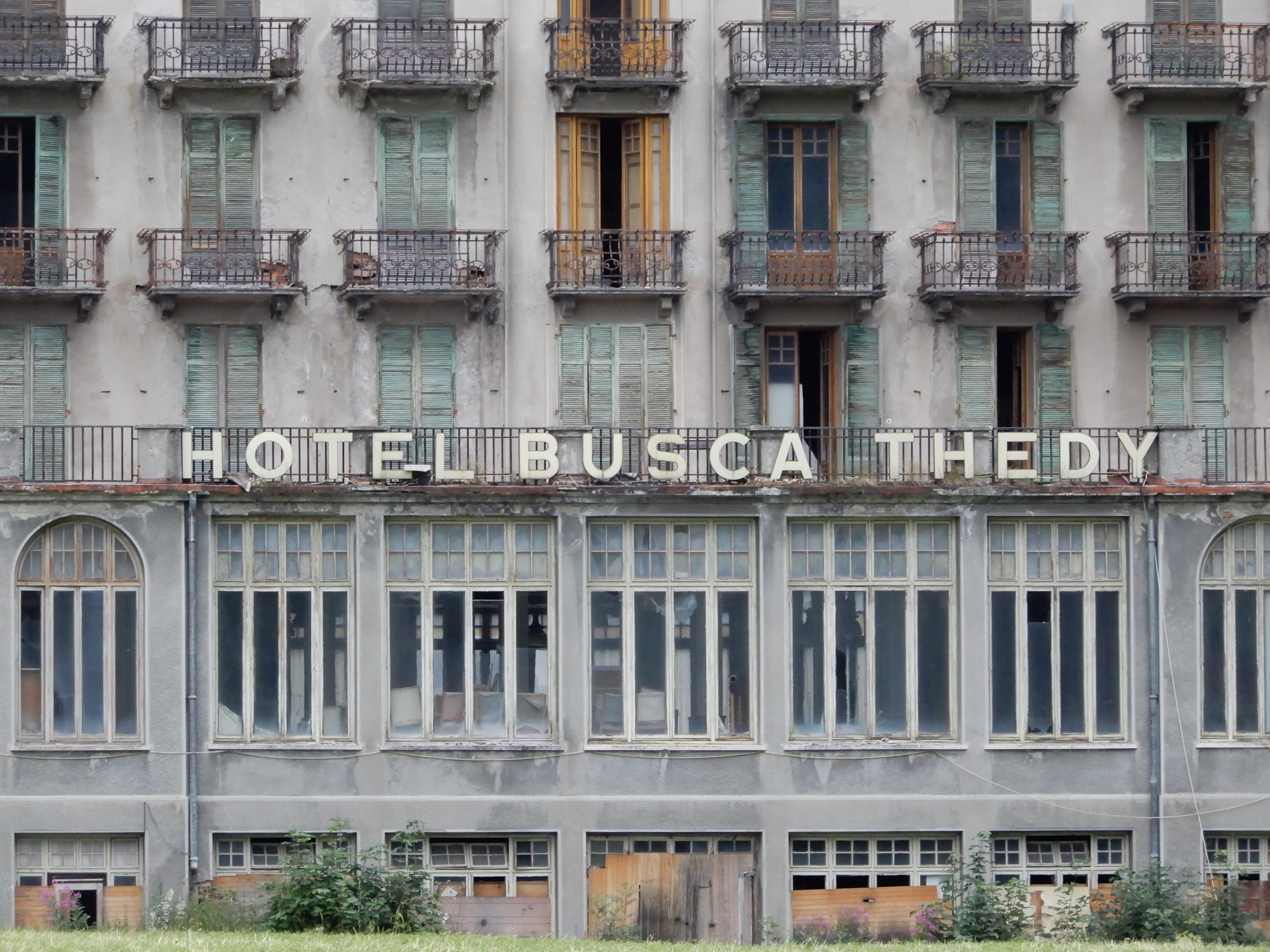
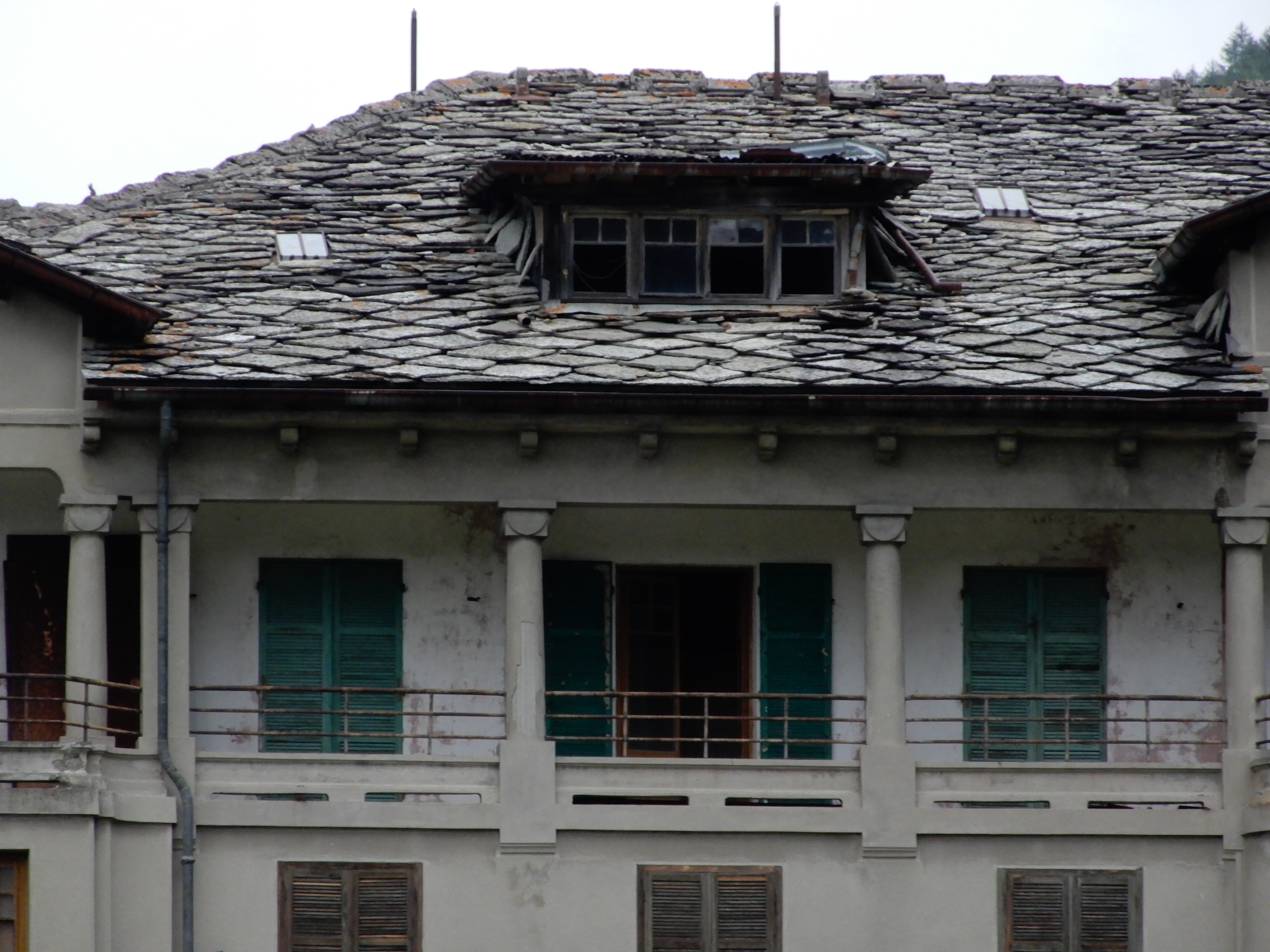